# Tatarisch-Kosakisch-Polnischer Krieg 1666–1671
Der Tatarisch-Kosakisch-Polnische Krieg von 1666 bis 1671 war ein Krieg zwischen den Krimtataren verbündet mit den Saporoger Kosaken aus der rechtsufrigen Ukraine unter ihrem Anführer Petro Doroschenko gegen Polen-Litauen. Der Konflikt mündete im Osmanisch-Polnischen Krieg von 1672 bis 1676.

## Hintergrund

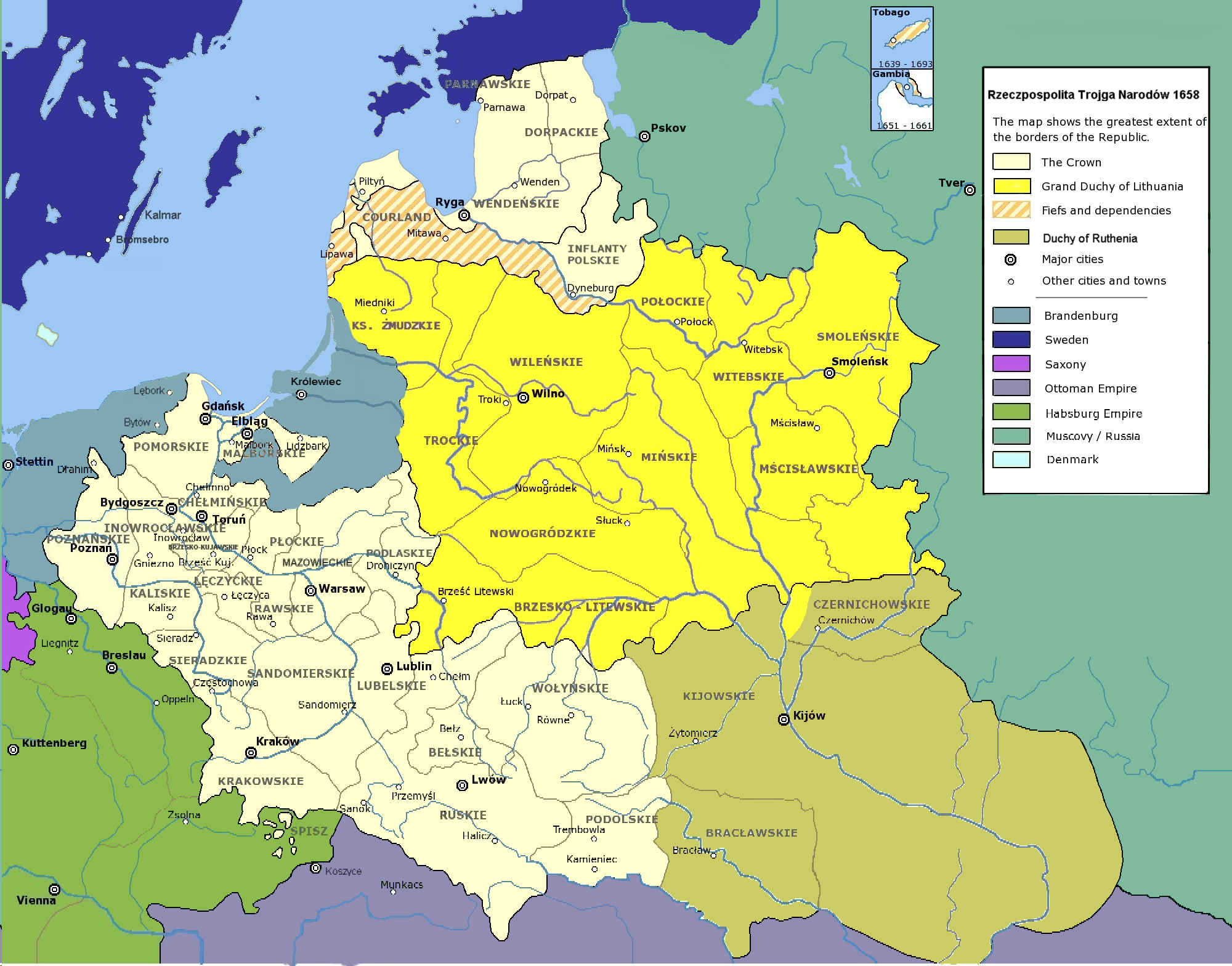
Vertrag von Hadjatsch: Die Rzeczpospolita als „Republik Dreier Nationen“ (Polen, Litauen, Kosakennation).

Der 1654 ausgebrochene Russisch-Polnische Krieg war wechselhaft und bedeutete für die Kosaken faktisch eine Fortsetzung des Chmelnyzkyj-Aufstands. Bei der Versammlung in Perejaslaw am 18. Januar 1654 leistete der Großteil der Kosakenanführer in Anwesenheit des russischen Bojaren und Botschafters Wassili Buturlin den Treueid auf Zar Alexei Michailowitsch. Nach dem Tod von Hetman Bohdan Chmelnyzkyj wurde am 16. September 1658 der Vertrag von Hadjatsch zwischen Vertretern Polen-Litauens und der ukrainischen Sitsch der Saporoger Kosaken unter Hetman Iwan Wyhowskyj und Pawlo Teterja geschlossen, der die Rückkehr des Hetmanats unter die nominelle polnische Herrschaft brachte. Dies spaltete die Kosakenreihen und stürzte die Ukraine in einen Bürgerkrieg. Nach dem Frontwechsel eines Teils der Kosaken wurde das russische Heer von einer Koalition der Polen, Kosaken und den Krimtataren am 8. Juli 1659 in der Schlacht bei Konotop geschlagen, worauf der Hetman Wyhowskyj trotz des Siegs gestürzt wurde.
Die Polnisch-Litauische Union musste sich aufgrund zahlreicher Kosakenaufstände aus der rechtsufrigen Ukraine zurückziehen. Im Juli 1665 wurde Petro Doroschenko zum Hetman der rechtsufrigen Ukraine erwählt und fand die Unterstützung des Krim-Khanats, einem Vasallen des Osmanischen Reiches. Um seine Position im Raum Tschigirin zu stärken, führte Doroschenko Reformen ein, in der Hoffnung, den Respekt der einfachen Kosaken zu gewinnen. Um sich von der Abhängigkeit von seinen höheren Offizieren zu befreien, schuf er die Serdjuk-Regimenter, die aus 20.000 Söldner bestanden, die nur seinem Befehl unterstanden. Doroschenko nutzte im Frühjahr 1666 den inneren Machtkampf im polnisch-litauischen Reich und sandte seinen Botschafter Podlisenko und einen Ältesten zum König von Polen, um die alten Privilegien und Freiheiten der Kosaken durch neue Patente zu bestätigen.
Im Sommer 1666 ergriff der polnische Kronfeldherr Jan Sobieski Partei für König Jan II. Kasimir gegen den vom Haus Österreich unterstützten Magnaten Jerzy Sebastian Lubomirski (vgl. Lubomirski-Konföderation). Sobieskis Teilnahme am Bürgerkrieg führte allerdings nicht zum Erfolg. Bei Mątwy (13. Juli 1666) trug er durch falsche taktische Anordnungen zur Niederlage der königlichen Truppen bei, ihm selbst gelang nur mit Mühe die Flucht aus dem Schlachtfeld. Der polnische König, durch innere und äußere Niederlagen geplagt, sah sich gezwungen, den Forderungen der Opposition nachzugeben. Im Vertrag von Łęgonice gab er seine Reformpläne auf und legte damit indirekt das Fundament für seine eigene Abdankung. Um aus der inneren Schwäche Polens Kapital zu schlagen, wechselte auch das Krim-Khanat unter der Führung des neuen Khans Adil Giray die Seiten („krimtatarisches Wechselfieber“) und ging mit dem Hetman Doroschenko eine Allianz gegen Polen ein.

## Verlauf
Im August 1666 passierten die Hauptkräfte der Krimtataren, unterstützt von den Kosaken unter Doroschenko die südlichen Grenzen der polnischen Krone und begannen den Krieg in Podolien. Der Kosaken-Hetman Petro Doroschenko hatte eine Armee von etwa 20.000 Kosaken unter Waffen, weitere 20 000 Krimtataren unter Nureddin Giray kamen ihm zu Hilfe. Die Polen unter Machowski wurden am 19. Dezember 1666 in der Schlacht bei Braiłów von einem viel stärkeren Gegner eingekreist und mussten sich den Rückzug erkämpfen, wurden jedoch von den Tataren bei Braiłów überholt und geschlagen. Ein bedeutender Teil der polnischen Soldaten und der Oberbefehlshaber wurde von den Tataren gefangen genommen.
Friedensverhandlungen, die zwischen den Vertretern Polen-Litauens und Russlands in der Nähe von Smolensk geführt wurden, brachten eine Verschlechterung der Beziehungen Polens zum Osmanischen Reich. Im Vertrag von Andrussowo 30. Januar 1667 verpflichteten sich beide Seiten zur gemeinsamen Verteidigung gegen das Osmanische Reich und seine Vasallen, die Krimtataren. Das Rzeczpospolita anerkannte die russische Herrschaft über die Wojewodschaften von Smolensk und Tschernigow sowie über die linksufrige Ukraine (östlich des Dnepr) einschließlich eines Gebietsstreifens westlich des Dnepr um Kiew an. Das Gebiet der Saporoger Kosaken wurde zur gemeinschaftlicher Herrschaft erklärt. Die Bekanntmachung dieses Traktats wirkte auf die Kosaken wie Verrat; denn der Zar war damit einverstanden, dass die rechtsufrige Ukraine wieder vollständig an Polen kam.
Der jetzt drohende Konflikt Polens mit dem Osmanischen Reich konnte zwar durch die Entsendung einer Gesandtschaft von Hieronymus Radziejowski nach Konstantinopel verhindert werden, allerdings erforderten die sich wiederholenden Einfälle der Krimtataren sofortige Gegenmaßnahmen. Bereits im Herbst 1666 verteilte Jan Sobieski Teile seiner Truppen entlang der Grenzflüsse Horyn und Dnister. Er teilte seine Kräfte in mehrere größere Reiterverbände auf, die in einzelnen Gebieten gestützt auf eine Festung, operierten. Die Kosaken unter Doroschenko und die Krimtartaren unter Kalga Khan brachen ab Juni 1667 in Galizien ein. Gleichzeitig begann Sobieski eine Kampagne gegen die Tataren aus dem Budschak, die in den Woiwodschaften Ruthenien, Wolhynien und Podolien eingebrochen waren. Mit seinen Truppen nahm er ein verschanztes Lager bei Podhajce ein, wo eine kleine Festung die Straße von Lemberg nach Kamenez deckte, während seine Reiterei in zwei Abteilungen aufgeteilt, den anrückenden Feinde in die Flanken fallen sollte. Die Infanterie setzte er vor allem als Besatzungen in Lemberg, Biała Zerkwa und Kamenez-Podolski ein. Das bedrohte Gebiet von Pokutien wird durch den Fluss Pruth in eine nördliche und eine südliche Hälfte geteilt. Sobieski hatte zur Abwehr nur etwa 20.000 Mann verfügbar, wobei nur 5000 Mann aus Infanterie bestand. Sobieski selbst befestigte am 4. Oktober sein Feldlager mit 3000 Mann bei Podhajce und bedrohte damit direkt die Verbindungsrouten der Tataren und Kosaken. Auf allen Routen begegneten sie mobile polnische Truppen, die weitere Plünderungen verhinderten. Doroschenko rückte an der Spitze jener Kosaken, die ihn zu ihrem Hetman gewählt hatten, nahe der Stadt Haize vor. Die vereinigten Truppen bestanden aus rund 30 000 Reitern, gegen die Polen nur 9000 Soldaten stellen konnte. In der Schlacht bei Podhajce (6. bis 16. Oktober 1667) konnte Sobieski den Gegner beim Versuch, das polnische Lager in Sturm zu erobern, abschlagen. Die Kosaken und Tartaren belagerten die polnischen Truppen in seiner verschanzten Stellung zehn Tage lang. Am zehnten Tage kamen etwa 20.000 Mann Verstärkung an und nun griff Sobieski die feindliche Armee an und trug einen entscheidenden Sieg davon, der nach Verhandlungen mit den Tataren (16. Oktober) und Doroschenko (19. Oktober) mit einem Waffenstillstand endete.
Im Sommer 1667 sandte der Zar auf die Nachricht, dass die Tataren ihre Einfälle in die Ukraine begannen, ein Korps russischer Truppen unter General Kosotschew in das linke Dnjepr-Ufer der Saporoger Kosaken, um sie in den Stand zu setzen, ihre Feinde zurückzuwerfen. Das Eingreifen des Zaren, der glaubte den Kosaken damit einen Gefallen zu tun, hatte aber eine entgegengesetzte Wirkung. Die Kosaken beklagten sich wegen Nichteinhaltung der gewährten Freiheiten und fügten hinzu, dass sie sich selber verteidigen könnten. Nach diesen Beschwerden zogen sich zwar Kosotschews Truppen wieder zurück, aber 15.000 Russen nahmen in der Ukraine ihre Winterquartiere, wodurch die Kosaken in ihrem Misstrauen bestärkt wurden. Weil der bisher pro-Moskau treue Hetmann Iwan Brjuchowezkyj jetzt erkannte, dass der größte Teil der Kosaken zum Aufruhr bereit war, wechselte er die Seiten und willigte dazu ein, alle in den Städten residierende russischen Wojewoden zu verjagen. Am 8. Februar 1668 begannen die Kosaken die Russen plötzlich anzugreifen. Der Aufstand umfasste 48 Städte, man beschlagnahmte 14.000 Rubel und 183 Kanonen. Nicht damit zufrieden, die Unterdrückung durch die Wojewoden los zu sein, sandte Brjuchowezkyj den Tataren-Khan ein Ansuchen zum Bündnis wider den Zaren und suchte auch Verhandlungen mit den rechtsufrigen Kosaken unter Doroschenko herzustellen. Nur in Kiew, Neschin, Tschernigow und Perejaslaw hielten die russischen Truppen mit teilweiser Unterstützung der lokalen Bevölkerung aus. Fürst Romodanowski brach mit seiner Armee von Putywl auf, um den bedrängten Wojewoden von Neschin zu befreiten.
Die Krimtataren unterstützten dann separat den Hetman der Saporoger Sitsch, Petro Suchowi, worauf Doroschenko seinen Machtbereich wieder auf das rechte Dnepr-Ufer beschränken musste.
Doroschenko übertrug das Kommando in der linksufrigen Ukraine an Demjan Mnohohrischnyj und begab sich selbst nach Tschigirin. Der Ataman Iwan Sirko war ein Befürworter der Freiheit der Saporoger Kosaken und der Einhaltung der Traditionen. Daher wurde für ihn die Zusammenarbeit mit einem Hetman, der mit Tataren und Türken verhandelte, grundsätzlich unmöglich. Sirko suchte sich die Uneinigkeit zwischen Brjuchowezkyj und Doroschenko zu Nutze zu machen, brach in die Krim ein, und verbreitete dort einen solchen Schrecken, dass sich die Truppen des Krim-Khans vorübergehend in die Berge zurückziehen mussten. Sirko zog sich nach seinem Einfall freiwillig zurück, nachdem er alle besetzten Orte, geplündert, verheert und eingeäschert hatte. Am 17. Juni 1668 vereinbarte Brjuchowezkyj auf dem Feld in der Nähe von Dykanka einem gemeinsamen Militärrat mit Doroschenko. Er wurde jedoch verräterisch gefangen genommen und in Doroschenkos Lager gebracht, dieser ließ ihn an den Lauf einer Kanone ketten und hinrichten. Viele dadurch schockierte Kosaken verließen darauf die Seite Doroschenkos und unterstellten sich den aufständischen Einheiten von Petro Suchowi.
Im Herbst 1668 versprach Mnohohrishnyj dem Zaren seine Loyalität, er wurde vom russischen Moskauer Reich anerkannt und am 13. März 1669 zum obersten Hetman für die linksufrige Ukraine gewählt.
In Polen überwogen bald wieder antirussische Gefühle, welche die Rückkehr der Stadt Kiew forderten, das nur für drei Jahre an den Zaren abgetreten worden war. Die Moskauer Regierung unter dem Minister Artamon Matwejew gab dagegen jedoch an, dass die Polen bereits gegen das Abkommen verstoßen hätten, weil sie keine Hilfe gegen Brjuchowezkyj, Doroschenko und die Tataren geleistet hätten. Doroschenko sandte Gesandte nach Konstantinopel, welche dem Sultan erklärten, dass sich die ganze Ukraine unter türkischen Schutz begeben wolle. Der Sultan nahm das Angebot zum Bündnis an und schickte auch 6000 Mann ab, um das Bündnis zu festigen. Das Abkommen mit dem islamischen Sultan Mehmed IV. hatte den Ruf Doroschenkos beim freiheitsliebenden christlichen Volk der Kosaken ruiniert. Die meisten Kosaken liefen darauf zum Saporoger-Hetman Suchowi über, dieser war über die neue politische Lage so enttäuscht, dass er seine Stelle an Mychajlo Chanenko übergab und sich vorläufig nach Uman zurückzog. Die militärische Hilfe der Türkei ermöglichte es Doroschenko seine Position wieder zu festigen: Der türkische Botschafter befahl die Krimtataren zurück, die Doroschenko zusammen mit Chanenko und Suchowi belagert hatten. Doroschenko beklagte sich vergebens bei der Hohen Pforte, die Krimtataren unterstützten derweil separat den Hetman der Saporoger Sitsch, Petro Suchowi. Doroschenko glaubte selbst nicht mehr an einen Erfolg, als wider alle Erwartung Sirko mit einem starken Kosakenkorps zu Hilfe kam.

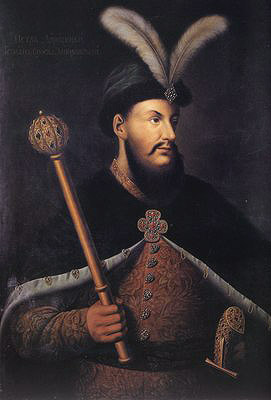
Hetman Petro Doroschenko

Während Doroschenko die Distrikte der Ukraine, welche sich dem Zaren unterworfen hatten, verwüstete, verbanden sich 1670 Chanenko, Suchowi, und Jurij Chmelnyzkyj gegen ihn und rückten mit einem Heere Tataren und Saporoger Kosaken nach Belgorod, wo sich Doroschenko aufhielt. Doroschenko der von den meisten Kosaken an beiden Ufern wieder als oberster Hetman anerkannt war, setzte sich mit einer großen aus Kosaken und Tataren bestehenden Entsatzarmee nach Kotelwa in Marsch, wo der russische Fürst Georgi Romodanowski die Belagerung aufheben musste.
Im Herbst 1670 verschlechterten sich die Beziehungen zwischen dem Hetman Doroschenko und dem polnischen Reich. Der polnische Sejm hatte Chanenko als Hetman anerkannt, Doroschenko wurde zum Verräter erklärt und Kriegsvorbereitungen getroffen. Doroschenko rief den Pascha von Silistra um Hilfe an, um gemeinsam gegen Mnohohrischnyj vorzugehen. Doroschenko wollte angreifen, doch ab November 1670 begannen polnische Einheiten das Dnister-Gebiet beiderseits Kamenez zu verwüsten. Doroschenko, in der Hoffnung, mit türkischer Hilfe die gesamte Ukraine unter seiner Herrschaft vereinen zu können, schloss sich mit den Kräften des neuen Khan zusammen und erneuerte den Krieg mit Polen. Die Angriffe waren erfolgreich und verwüsteten die polnischen Grenzgebiete, worauf der Hetman Chanenko mit der Sitsch zu Hilfe gerufen wurde. Auf die Nachricht von ihrem Anmarsch zogen sich Doroschenko rechtzeitig zurück, worauf die Saporoger Kosaken ihre Waffen gegen jene erhoben, welche sie zur Hilfe gerufen hatten.
Am 24. Januar 1671 appellierte König Michail Koribut Wisonewetzki an die Kosaken das Abkommen mit der Pforte zu brechen und die Integrität der polnischen Krone zu verteidigen. Doroschenko fiel mitten im Winter in die Ukraine ein, die Einwohner von Uman schlugen seine Truppen aber zurück und unterwarfen sich Chanenko. Zusammen mit etwa 3000 Budschak-Tataren rückte Oberst Ostap Gogol mit den Kosaken des Podolsker Regiments im März 1671 in den Bezirk Letichewsky und leitete Operationen gegen die Polen und Chanenko ein. Die Dörfer von Kamenez-Podolsk, des Gebietes von Masowtzy, Perchowtsy, Tscherepowo und die Umgebung von Bar, Medschybisch, Deraschne, Staraja und Nowaja Senjav, Zinkow und Hussjatyn wurden verwüstet. Doroschenko, der seine schwache militärische Lage realistisch einschätzte, sandte im April 1671 einen Brief an den brandenburgischen Kurfürsten Friedrich Wilhelm, in dem er ihn aufforderte, die polnische Krone in Besitz zu nehmen und versprach dafür militärische Hilfe zu leisten. Der Krim-Khan Adil Giray nahm Verhandlungen mit den Kosaken über gegenseitige Unterstützung auf, die der Krim helfen könnten, nicht länger Vasall des Osmanischen Reiches zu sein. Der Krim-Khan der dafür aber bei seinem Souverän nicht um die Erlaubnis nachfragte, wurde im Mai 1671 vom Sultan abgesetzt und durch Selim I. Giray ersetzt. Daraufhin bat der Krim-Khan Selim seinen Suzerän, den türkischen Sultan, um militärischen Beistand, der diesen Hilferuf seines Vasalls als Vorwand nutzte, um Polen-Litauen den Krieg zu erklären und die zwischen Polen, Russland und dem Krim-Khanat umstrittene Ukraine für das Osmanische Reich zu erobern. Die Siedlungen des in der Umgebung von Bar, Medschybisch, Deraschne, Staraja und Nowaja Senjav, Zinkow und Hussjatyn wurden verwüstet.

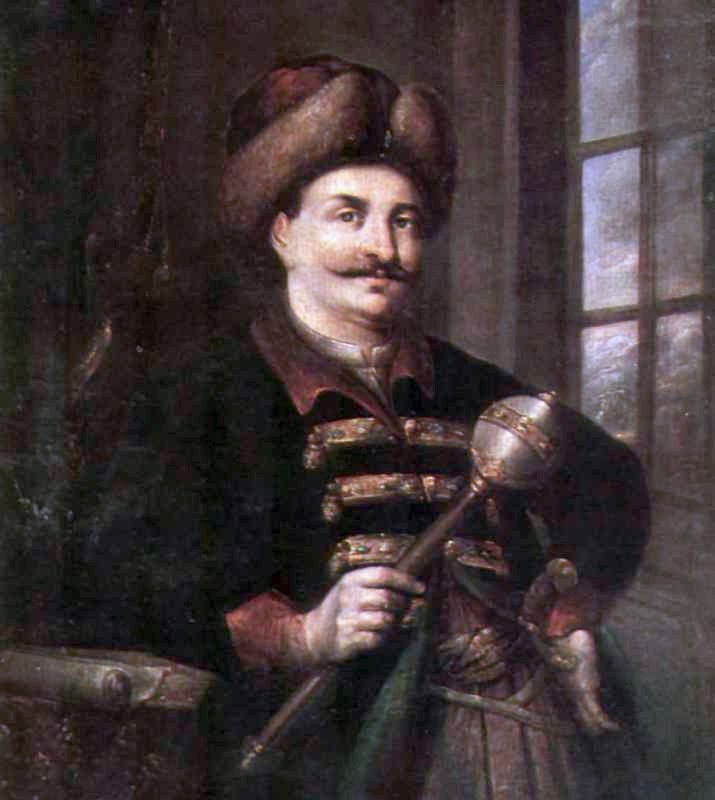
Hetman Mychajlo Chanenko

Am 13. Mai 1671 fand in Warschau ein Militärrat statt, der den von Jan Sobieski vorgeschlagenen Feldzug gegen Doroschenko genehmigte, die polnische Armee begannen mit den Vorbereitungen für den Feldzug. Der König von Polen schickte Chanenko, Ataman der Saporogen, den Streitkolben eines Hetmans und gab ihm die Macht, die Ukraine vollständig zu beherrschen. Am 17. Juni griffen polnische Truppen unter Gabriel Silnitski den Stadtrand von Mogilev-Podolsky an. Sie gerieten unter schweres Feuer von Kosaken-Samopalen, erlitten schwere Verluste und mussten zurückgehen. Um den 20. Juli begann Doroschenko die Belagerung von Belaja Zerkow und sandte seinen Bruder Grigori mit 2000 Kosaken nach Podolien. Das Kalnitzki-Regiment wurde dem Khan zu Hilfe gesandt um gegen die Khanenko-Kosaken zu kämpfen. Am 24. Juli begannen die Truppen von Jan Sobieski, an der Spitze mit den Regimentern Smoliy und Stepankow ihren Feldzug an der südlichen Grenze, am 30. Juli waren nahe von Kamenez und lagerten in der Nähe von Orinin. Als Sobieski dort die Nachricht erhielt, dass die Kosaken unter Grigori Doroschenko Podolien hastig verließen, entschied er die offensive Operationen zu starten. Nachdem er von der Absicht von Mychajlo Chanenko erfahren hatte, an der Spitze von 16.000 Kosaken und 5.000 Tataren in die Krim einzurücken, schickte er den Hetman Dymitr Jerzy Wiśniowiecki nach Bar voraus, um sich dieser Streitmacht anzuschließen. Am 20. August machte sich Sobieski mit Kavallerie und Dragonern auf, nachdem er die gesamte Artillerie mit Ausnahme von 6 Kanonen und einem Regiment unter General Koritzki um Kamenez zurückließ. Am 23. August vereinigte er sich bei Mankowtzew (einem kürzlich verbrannten Dorf) nahe Bar, mit den Truppen des Hetmans Wiśniowiecki. Die Avantgarde berichtete dem Hetman, dass sich die feindlichen Streitkräfte nicht in Winnyzja befanden, wie Sobieski zunächst annahm, sondern sich in der Nähe der Stadt Caves konzentriert hatten.

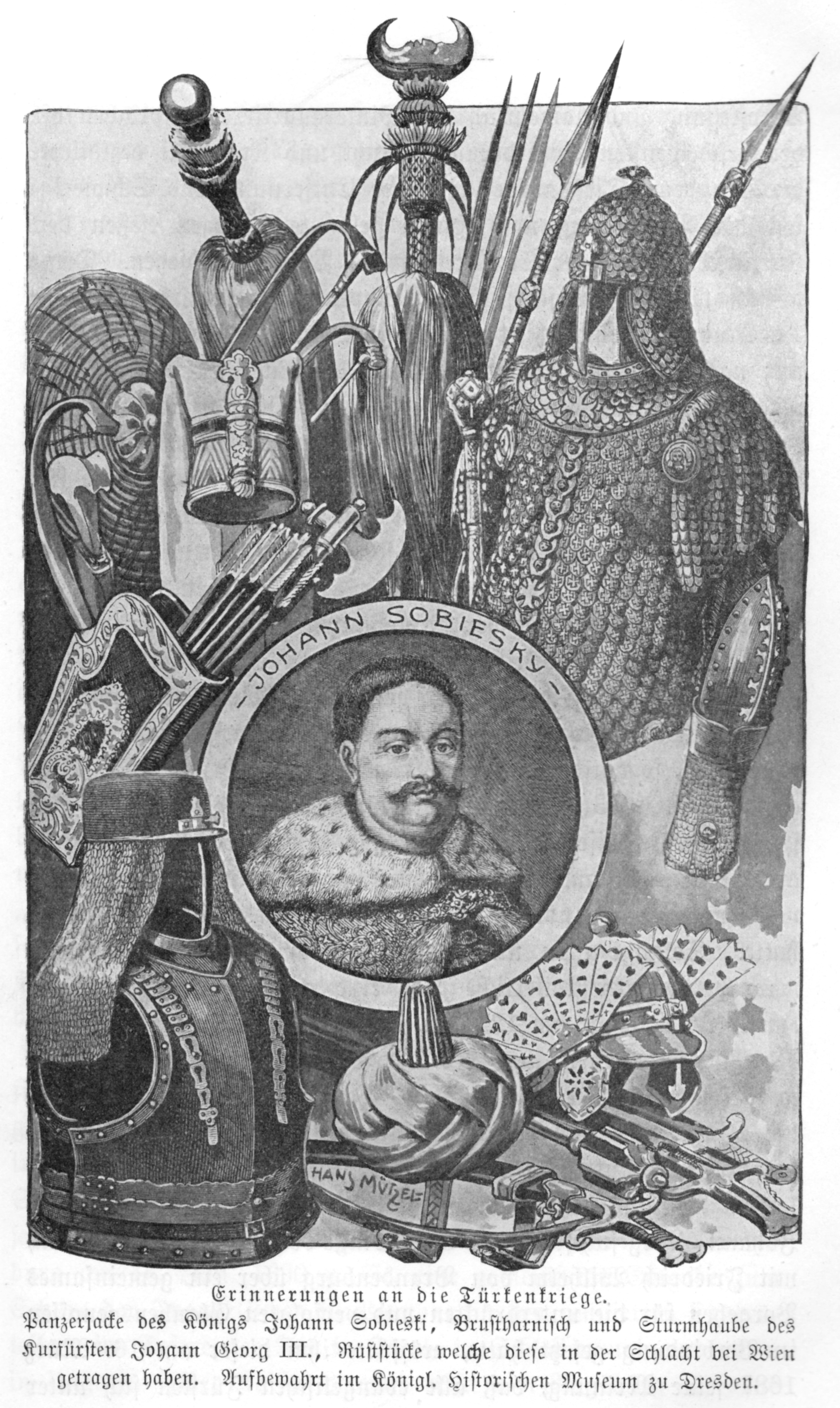
Großhetman der polnischen Krone: Jan Sobieski

Am 26. August 1671 begann die Schlacht von Bracław: Sobieskis Plan war es, die Kosaken-Tataren-Armee aus Bracław ins Feld zu locken und zu besiegen. Sobieski versuchte, den Feind ins Feld zu locken, indem er zwei Banner auf einer Seite und mehrere hundert leichte Kavallerie unter der Führung seines Obersten Mjachinski auf der zweiten Seite angriff, aber dieser Plan schlug fehl: Die Tataren versteckten sich hinter den Stadtmauern. Jan Sobieski schickte dann seine Streitkräfte in die Lücke zwischen der alten und der neuen Stadt, um die Kosaken auf diese Weise von den Tataren abzuschneiden. An der Spitze des Angriffs standen die Transparente der Garderegimenter von Bidschinsky und Zbruschek, dann die Regimenter von Senjawsky und Potocki; hinter ihnen traf der rechte Flügel unter der Führung von Stanisław Jan Jabłonowski (7 von Jablonowskis eigenen Bannern und dem Regiment des Kiewer Gouverneurs Andrzej Potocki); schließlich Dmytri Wiśniowiecki, mit den Regimentern seines linken Flügels. Die Avantgarde stürmte in die Unterstadt und brachen beinahe beim Schlosstor durch, trotz des starken Feuers von Kanonen und Kosakenmusketen. Die Tataren merkten nie, wie sie von der Burg abgeschnitten und zwischen den Polen vor der Burg und dem Moor auf der Westseite zusammengedrückt wurden. Die flüchtenden Tataren wurden bis nach Batoh auf 30 km Distanz verfolgt und zerstreut. Den Tataren half nicht einmal die Tatsache, dass die Stadtbewohner in Ładyżyn den Tataren frische Pferde gaben und die Polen mit Kanonenfeuer empfingen. Emir Ali behauptete später, dass seine Tataren in der Schlacht nur 500 Menschen verloren hätten. Nemirow, Ładyżyn, Krasnoje und Brailow ergaben sich den Polen; Dzjalow wurde erstürmt. Trotz der Niederlage der Tataren beschloss Sobieski, die polnische Armee wegen der Versorgung nach Bar zurückzuführen, wo er am 30. August ankam. Hier hoffte er, sich durch Einheiten der Krone und mit litauischen Truppen warten verstärken zu können. Nachdem Petro Doroschenko am 3. September von der Niederlage der Tataren erfahren hatte, hob er die Belagerung von Belaja Zerkwa auf und zog sich nach Uman zurück.
In dieser Situation marschierte Jan Sobieski mit 4000 Mann in die Ukraine vor und besetzte weitere Dörfer. Schließlich besiegten Sobieskis Truppen am 21. Oktober den Feind in der Schlacht bei Kalnyk. Da der Krim-Khan zu dieser Zeit damit beschäftigt war, den Aufstand der Tscherkessen im Kaukasus zu unterdrücken, bestand die Möglichkeit einer vollständigen Eroberung der Ukraine. Aufgrund der Intrigen von Sobieskis Gegner – des Großhetmans von Litauens, Michał Kazimierz Pac – wurde die in Dybenka stationierte litauische Armee aufgelöst, und die Soldaten, die ihre Gehälter nicht erhalten hatten, rückten ab.

## Fortsetzungskrieg und Folgen
Die polnischen Erfolge in der rechtsufrigen Ukraine wurden 1672 der Grund für die Intervention der osmanischen Armee. Sultan Mohammed IV. stellte den Polen ein Ultimatum: den Besitz von Doroschenko, der "Sklave unserer hohen Pforte" geworden ist, "nicht zu stören". Der türkische Botschafter in Warschau übergab den Sejm im Auftrag des Sultans die Kriegserklärung des Osmanischen Reiches. König Michail begann sich zu rechtfertigen, dass die Ukraine seit Jahrhunderten das Erbe Polens wäre und Doroschenko sein Untertan sei. Die Türken lehnten weitere Verhandlungen ab und rückten mit ihrer Hauptarmee über die Donau vor. Die Polen versuchte sich zu verteidigen, aber die Osmanen konnten die südliche Grenzverteidigung am Dnjestr in kürzester Zeit aufrollen. Am 18. Juli besiegten Kosakenregimenter unter der Führung von Doroschenko die Abteilungen von Chanenko in der Schlacht bei Ładyżyn im Raum Tschetwertyniwka. Juri Chmelnitsky wurde gefangen genommen, Kamenez wurde besetzt. Ab 27. August 1672 belagerte die vereinte ukrainisch-osmanisch-tatarische Armee, angeführt von Doroschenko, dem türkischen Sultan und dem Krim-Khan, die Stadt Lemberg. Da die polnische Regierung keine Möglichkeit hatte, den Krieg fortzusetzen, schloss sie am 5. Oktober 1672 den Vertrag von Buczacz ab. Der König von Polen bat um Frieden und lieferte dabei dem Sultan das gesamte rechten Ufer der Ukraine aus.
Auch am linken Ufer tobte der Bürgerkrieg. Der Hetman Mnohohrischnyj wurde im März 1672 auf russischen Druck verhaftet und zum Tode verurteilt. Zar Alexei Michailovich begnadigte ihn jedoch und beschränkte sich auf dessen Exil nach Sibirien. Im folgenden Streit um den Streitkolben des obersten Hetman wurde der Favorit Sirko verleumdet und nach Tobolsk verbannt. Alle diejenigen, die als Hauptkandidaten galten, verloren die Wahlen. Der Streitkolben (bulava) wurde am 17. Juni 1672 von Iwan Samojlowytsch empfangen, dem ersten Hetman der Ukraine seit Bohdan Chmelnyzkyj, der sich dem Moskauer Reich gegenüber loyal verhielt. Am 17. März 1674 wurde Iwan Samojlowytsch zum Hetman für beide Ufer der Ukraine gewählt.

## Schlachten
Eine Übersicht von Schlachten mit Beteiligung der polnischen Kronarmee während des „Tatarisch-Kosakisch-Polnischen Kriegs von 1666 bis 1671“:
- Schlacht bei Brajłów (1666)
- Schlacht bei Podhajce (1667)
- Schlacht bei Bracław (1671)
- Schlacht bei Kalnyk (1671)